# Élections législatives de 2024 dans le Pas-de-Calais
Les élections législatives françaises de 2024 dans le Pas-de-Calais se déroulent les 30 juin et 7 juillet 2024. Dans le département un certain nombre de députés sont à élire dans le cadre de douze circonscriptions, à la suite de la dissolution de l'Assemblée nationale par Emmanuel Macron le 9 juin 2024.
Le choix de cette dissolution est pris après la défaite de la liste Renaissance aux élections européennes qui ont eu lieu le 9 juin 2024.

## Contexte
| Circonscription | RN      | ENS     | PS - PP | LFI     | LR     |
| --------------- | ------- | ------- | ------- | ------- | ------ |
| Circonscription |         |         |         |         |        |
| 1re             | 48,8 %  | 12,26 % | 6,91 %  | 3,09 %  | 6,56 % |
| 2e              | 35,99 % | 16,21 % | 11,83 % | 6,51 %  | 6,66 % |
| 3e              | 52,12 % | 7,45 %  | 6,25 %  | 10,39 % | 2,45 % |
| 4e              | 39,11 % | 18,06 % | 8,24 %  | 3,47 %  | 8,99 % |
| 5e              | 41,87 % | 15,15 % | 11,56 % | 4,77 %  | 5,88 % |
| 6e              | 46,47 % | 12,86 % | 8,13 %  | 3,47 %  | 6,1 %  |
| 7e              | 48,41 % | 11,2 %  | 7,77 %  | 5,51 %  | 6,3 %  |
| 8e              | 45,45 % | 13,41 % | 9,31 %  | 4,32 %  | 5,39 % |
| 9e              | 45,25 % | 14,07 % | 8,62 %  | 4,26 %  | 6,27 % |
| 10e             | 57,65 % | 9,25 %  | 7,42 %  | 4,4 %   | 3,30 % |
| 11e             | 54,53 % | 7,26 %  | 6,54 %  | 11,28 % | 2,72 % |
| 12e             | 55,47 % | 8,25 %  | 7,57 %  | 5,98 %  | 3,45 % |

## Système électoral
Les élections législatives ont lieu au scrutin uninominal majoritaire à deux tours dans des circonscriptions uninominales.
Est élu au premier tour le candidat qui réunit la majorité absolue des suffrages exprimés et un nombre de voix au moins égal au quart des électeurs inscrits dans la circonscription, soit 25 %. Si aucun des candidats ne satisfait ces conditions, un second tour est organisé entre les candidats ayant réuni un nombre de voix au moins égal à un huitième des inscrits, soit 12,5 %. Les deux candidats arrivés en tête du 1er tour se maintiennent néanmoins par défaut si un seul ou aucun d'entre eux n'a atteint ce seuil. Au second tour, le candidat arrivé en tête est déclaré élu,.
Le seuil de qualification basé sur un pourcentage du total des inscrits et non des suffrages exprimés rend plus difficile l'accès au second tour lorsque l'abstention est élevée. Le système permet en revanche l'accès au second tour de plus de deux candidats si plusieurs d'entre eux franchissent le seuil de 12,5 % des inscrits. Les candidats en lice au second tour peuvent ainsi être trois, un cas de figure appelé « triangulaire ». Les second tours où s'affrontent quatre candidats, appelés « quadrangulaire » sont également possibles, mais beaucoup plus rares,.

### Partis et nuances
Les résultats des élections sont publiés en France par le ministère de l'Intérieur, qui classe les partis en leur attribuant des nuances politiques. Ces dernières sont décidées par les préfets, qui les attribuent indifféremment de l'étiquette politique déclarée par les candidats, qui peut être celle d'un parti ou une candidature sans étiquette.
Seuls le Parti communiste français (COM), La France insoumise (FI), le Parti socialiste (SOC), le Parti radical de gauche (RDG), Les Écologistes (VEC), Renaissance (RE), le Mouvement démocrate (MDM), Horizons (HOR), l'Union des démocrates et indépendants (UDI), Les Républicains (LR), le Rassemblement national (RN) et Reconquête (REC) se voient attribuer en 2024 des nuances propres. Les coalitions Ensemble et Nouveau front populaire, ainsi que les candidats de l'alliance LR-Ciotti-RN, en bénéficient également indirectement, les nuances Ensemble ! (Majorité présidentielle) (ENS), Union de la gauche (UG) et Union de l'extrême-droite (UXD) étant attribuables aux candidats bénéficiant respectivement du soutien de deux partis du centre, de deux partis de gauche ou de deux partis d'extrême-droite,.
Tous les autres partis se voient attribuer l'une ou l'autre des nuances suivantes : EXG (extrême gauche), DVG (divers gauche), ECO (écologiste), REG (régionaliste), DVC (divers centre), DVD (divers droite), DSV (droite souverainiste) et EXD (extrême droite). Des partis comme Debout la France ou Lutte ouvrière ne disposent ainsi pas de nuances propres, et leurs résultats nationaux ne sont pas publiés séparément par le ministère, car mélangés avec d'autres partis (respectivement dans les nuances DSV et EXG).

## Résultats

### Élus
| Circonscription                                  | Député sortant      | Parti | Parti    | Groupe | Député élu ou réélu    | Parti | Parti    | Groupe |
| ------------------------------------------------ | ------------------- | ----- | -------- | ------ | ---------------------- | ----- | -------- | ------ |
| 1re                                              | Emmanuel Blairy     |       | RN       | RN     | Emmanuel Blairy        |       | RN       | RN     |
| 2e                                               | Jacqueline Maquet*  |       | RE - TdP | RE     | Agnès Pannier-Runacher |       | RE - TdP | EPR    |
| 3e                                               | Jean-Marc Tellier   |       | PCF      | GDR    | Bruno Clavet           |       | RN       | RN     |
| 4e                                               | Philippe Fait       |       | HOR      | RE     | Philippe Fait          |       | HOR      | EPR    |
| 5e                                               | Jean-Pierre Pont    |       | RE       | RE     | Antoine Golliot        |       | RN       | RN     |
| 6e                                               | Christine Engrand   |       | RN       | RN     | Christine Engrand      |       | RN       | RN     |
| 7e                                               | Pierre-Henri Dumont |       | LR       | LR     | Marc De Fleurian       |       | RN       | RN     |
| 8e                                               | Bertrand Petit      |       | PS       | SOC    | Auguste Évrard         |       | RN       | RN     |
| 9e                                               | Caroline Parmentier |       | RN       | RN     | Caroline Parmentier    |       | RN       | RN     |
| 10e                                              | Thierry Frappé      |       | RN       | RN     | Thierry Frappé         |       | RN       | RN     |
| 11e                                              | Marine Le Pen       |       | RN       | RN     | Marine Le Pen          |       | RN       | RN     |
| 12e                                              | Bruno Bilde         |       | RN       | RN     | Bruno Bilde            |       | RN       | RN     |
| * député sortant ne se représentant pas en 2024. |                     |       |          |        |                        |       |          |        |

### Taux de participation
| Taux de participation | 1er tour | 1er tour | 1er tour   | 2d tour | 2d tour | 2d tour    | Différence entre les deux tours |
| Taux de participation | En 2022  | En 2024  | Différence | En 2022 | En 2024 | Différence | Différence entre les deux tours |
| --------------------- | -------- | -------- | ---------- | ------- | ------- | ---------- | ------------------------------- |
| À midi                | 20,82 %  | 27,61 %  | 6,79       | 18,95 % | 27,06 % | 8,11       | 0,55                            |
| À 17 heures           | 41,63 %  | 59,66 %  | 18,03      | 39,49 % |         |            |                                 |
| Final                 | 46,37 %  | 64,79 %  | 18,42      | 45,43 % | 65,03 % | 19,6       | 0,24                            |

### Résultats à l'échelle du département

#### Résultats par coalition
| Parti                                       | Parti                                       | Parti                                  | Premier tour | Premier tour | Premier tour | Second tour   | Second tour   | Second tour | Total Sièges  | +/-           |  |
| Parti                                       | Parti                                       | Parti                                  | Voix         | %            | Sièges       | Voix          | %             | Sièges      | Total Sièges  | +/-           |  |
| ------------------------------------------- | ------------------------------------------- | -------------------------------------- | ------------ | ------------ | ------------ | ------------- | ------------- | ----------- | ------------- | ------------- |  |
|                                             |                                             | Rassemblement national (RN)            | 321 709      | 46,38        | 6            | 138 579       | 41,56         | 4           | 10            | 4             |  |
|                                             | L'Avenir français (LAF)                     | 25 286                                 | 3,65         | 0            | 29 228       | 8,77          | 0             | 0           | Nv            |               |  |
| Total Rassemblement national et alliés      | Total Rassemblement national et alliés      | 346 994                                | 50,02        | 6            | 167 804      | 50,32         | 4             | 10          | 4             |               |  |
|                                             |                                             | Parti socialiste (PS)                  | 98 342       | 14,18        | 0            | 53 873        | 16,16         | 0           | 0             | en stagnation |  |
|                                             | Les Écologistes (LÉ)                        | 21 175                                 | 3,05         | 0            | Retrait      | Retrait       | Retrait       | 0           | en stagnation |               |  |
|                                             | Parti communiste français (PCF)             | 15 530                                 | 2,24         | 0            |              |               |               | 0           | 1             |               |  |
|                                             | La France insoumise (LFI)                   | 6 957                                  | 1,00         | 0            | 0            | 1             |               |             |               |               |  |
| Total Nouveau Front populaire (NFP)         | Total Nouveau Front populaire (NFP)         | 142 004                                | 20,47        | 0            | 53 873       | 16,16         | 0             | 0           | 1             |               |  |
|                                             |                                             | Renaissance (RE)                       | 60 102       | 8,67         | 0            | 31 642        | 9,49          | 1           | 1             | 1             |  |
|                                             | Horizons (HOR)                              | 28 133                                 | 4,06         | 0            | 30 237       | 9,07          | 1             | 1           | en stagnation |               |  |
|                                             | Mouvement démocrate (MoDem)                 | 10 394                                 | 1,50         | 0            | 22 674       | 6,80          | 0             | 0           | en stagnation |               |  |
|                                             | Sans étiquette                              | 10 178                                 | 1,47         | 0            |              |               |               | 0           | Nv            |               |  |
|                                             | Union des démocrates et indépendants (UDI)  | 4 269                                  | 0,62         | 0            | 0            | en stagnation |               |             |               |               |  |
| Total Ensemble pour la République (ENS)     | Total Ensemble pour la République (ENS)     | 113 076                                | 16,30        | 0            | 84 553       | 25,36         | 2             | 2           | 1             |               |  |
|                                             |                                             | Les Républicains (LR)                  | 51 145       | 7,37         | 0            | 27 177        | 8,15          | 0           | 0             | 1             |  |
|                                             | Union des démocrates et indépendants (UDI)  | 8 571                                  | 1,24         | 0            |              |               |               | 0           | en stagnation |               |  |
| Total Union de la droite et du centre (UDC) | Total Union de la droite et du centre (UDC) | 59 716                                 | 8,61         | 0            | 27 177       | 8,15          | 0             | 0           | 1             |               |  |
|                                             | Lutte ouvrière (LO)                         | Lutte ouvrière (LO)                    | 9 614        | 1,38         | 0            |               |               |             | 0             | en stagnation |  |
|                                             | Dissidents Ensemble pour la République      | Dissidents Ensemble pour la République | 8 303        | 1,20         | 0            | 0             | Nv            |             |               |               |  |
|                                             | Dissidents Nouveau Front populaire          | Dissidents Nouveau Front populaire     | 6 637        | 0,96         | 0            | 0             | 1             |             |               |               |  |
|                                             | Reconquête (REC)                            | Reconquête (REC)                       | 3 610        | 0,52         | 0            | 0             | en stagnation |             |               |               |  |
|                                             |                                             | Mouvement écologiste indépendant (MEI) | 946          | 0,14         | 0            | 0             | en stagnation |             |               |               |  |
| Total Le Rassemblement (RAS)                | Total Le Rassemblement (RAS)                | 946                                    | 0,14         | 0            | 0            | en stagnation |               |             |               |               |  |
|                                             | Autres partis                               | Autres partis                          | 417          | 0,06         | 0            | 0             | en stagnation |             |               |               |  |
|                                             | Sans étiquette (SE)                         | Sans étiquette (SE)                    | 2 260        | 0,33         | 0            | 0             | en stagnation |             |               |               |  |
|                                             |                                             |                                        |              |              |              |               |               |             |               |               |  |
| Suffrages exprimés                          | Suffrages exprimés                          | Suffrages exprimés                     | 693 578      | 97,29        |              | 333 410       | 95,42         |             |               |               |  |
| Votes blancs                                | Votes blancs                                | Votes blancs                           | 12 780       | 1,79         | 10 631       | 3,04          |               |             |               |               |  |
| Votes nuls                                  | Votes nuls                                  | Votes nuls                             | 6 521        | 0,91         | 5 361        | 1,53          |               |             |               |               |  |
| Total                                       | Total                                       | Total                                  | 712 879      | 100          | 6            | 349 402       | 100           | 6           | 12            | en stagnation |  |
| Abstention                                  | Abstention                                  | Abstention                             | 387 376      | 35,21        |              | 187 932       | 34,97         |             |               |               |  |
| Inscrits/Participation                      | Inscrits/Participation                      | Inscrits/Participation                 | 1 100 255    | 64,79        | 537 334      | 65,03         |               |             |               |               |  |

#### Résultats par nuances
| Nuance                 | Nuance                               | Nuance                 | Premier tour | Premier tour | Premier tour | Second tour | Second tour   | Second tour | Total Sièges | +/-           |  |
| Nuance                 | Nuance                               | Nuance                 | Voix         | %            | Sièges       | Voix        | %             | Sièges      | Total Sièges | +/-           |  |
| ---------------------- | ------------------------------------ | ---------------------- | ------------ | ------------ | ------------ | ----------- | ------------- | ----------- | ------------ | ------------- |  |
|                        | Rassemblement national               | RN                     | 346 995      | 50,03        | 6            | 167 807     | 50,33         | 4           | 10           | 4             |  |
|                        | Union de la gauche                   | UG                     | 142 004      | 20,47        | 0            | 53 873      | 16,16         | 0           | 0            | 1             |  |
|                        | Ensemble pour la République !        | ENS                    | 102 898      | 14,84        | 0            | 84 553      | 25,36         | 2           | 2            | 1             |  |
|                        | Les Républicains                     | LR                     | 51 145       | 7,37         | 0            | 27 177      | 8,15          | 0           | 0            | 1             |  |
|                        | Divers centre                        | DVC                    | 19 416       | 2,80         | 0            |             |               |             | 0            | Nv            |  |
|                        | Extrême gauche                       | EXG                    | 9 614        | 1,39         | 0            | 0           | en stagnation |             |              |               |  |
|                        | Union des démocrates et indépendants | UDI                    | 8 571        | 1,24         | 0            | 0           | en stagnation |             |              |               |  |
|                        | Divers gauche                        | DVG                    | 7 054        | 1,02         | 0            | 0           | 1             |             |              |               |  |
|                        | Reconquête                           | REC                    | 3 610        | 0,52         | 0            | 0           | en stagnation |             |              |               |  |
|                        | Divers                               | DIV                    | 1 325        | 0,19         | 0            | 0           | en stagnation |             |              |               |  |
|                        | Écologistes                          | ECO                    | 946          | 0,14         | 0            | 0           | en stagnation |             |              |               |  |
|                        | Divers droite                        | DVD                    | 0            | 0,00         | 0            | 0           | en stagnation |             |              |               |  |
|                        |                                      |                        |              |              |              |             |               |             |              |               |  |
| Suffrages exprimés     | Suffrages exprimés                   | Suffrages exprimés     | 693 578      | 97,29        |              | 333 410     | 95,42         |             |              |               |  |
| Votes blancs           | Votes blancs                         | Votes blancs           | 12 780       | 1,79         | 10 631       | 3,04        |               |             |              |               |  |
| Votes nuls             | Votes nuls                           | Votes nuls             | 6 521        | 0,91         | 5 361        | 1,53        |               |             |              |               |  |
| Total                  | Total                                | Total                  | 712 879      | 100          | 6            | 349 402     | 100           | 6           | 12           | en stagnation |  |
| Abstention             | Abstention                           | Abstention             | 387 376      | 35,21        |              | 187 932     | 34,97         |             |              |               |  |
| Inscrits/Participation | Inscrits/Participation               | Inscrits/Participation | 1 100 255    | 64,79        | 537 334      | 65,03       |               |             |              |               |  |

### Résultats par circonscription

#### Première circonscription
- Député sortant : Emmanuel Blairy (Rassemblement national)

|                          | Emmanuel Blairy          | RN                       | RN                       | 38 755  | 54,08 |  |  |
|                          | Philippe Bolet           | RE (ENS)                 | ENS                      | 9 613   | 13,41 |  |  |
|                          | Marie Bernard            | LR (UDC)                 | LR                       | 9 026   | 12,59 |  |  |
|                          | Jean-Michel Sauvage      | LFI (NFP)                | UG                       | 6 957   | 9,71  |  |  |
|                          | Jean-Jacques Cottel      | PS diss.                 | DVG                      | 6 637   | 9,26  |  |  |
|                          | Marie Berthoud           | LO                       | EXG                      | 680     | 0,95  |  |  |
|                          |                          |                          |                          |         |       |  |  |
| Suffrages exprimés       | Suffrages exprimés       | Suffrages exprimés       | Suffrages exprimés       | 71 668  | 97,27 |  |  |
| Votes blancs             | Votes blancs             | Votes blancs             | Votes blancs             | 1 295   | 1,76  |  |  |
| Votes nuls               | Votes nuls               | Votes nuls               | Votes nuls               | 715     | 0,97  |  |  |
| Total                    | Total                    | Total                    | Total                    | 73 678  | 100   |  |  |
| Abstention               | Abstention               | Abstention               | Abstention               | 31 569  | 30,00 |  |  |
| Inscrits / participation | Inscrits / participation | Inscrits / participation | Inscrits / participation | 105 247 | 70,00 |  |  |

#### Deuxième circonscription
- Députée sortante: Jacqueline Maquet (Renaissance)

| Candidat                 | Candidat                 | Parti et coalition       | Nuance                   | Premier tour | Premier tour | Second tour | Second tour |
| Candidat                 | Candidat                 | Parti et coalition       | Nuance                   | Voix         | %            | Voix        | %           |
| ------------------------ | ------------------------ | ------------------------ | ------------------------ | ------------ | ------------ | ----------- | ----------- |
|                          | Alban Heusèle            | RN                       | RN                       | 22 239       | 37,31        | 25 028      | 44,16       |
|                          | Agnès Pannier-Runacher   | RE - TdP (ENS)           | ENS                      | 12 838       | 21,54        | 31 642      | 55,84       |
|                          | Alexandre Cousin         | LÉ (NFP)                 | UG                       | 11 991       | 20,12        | Retrait     | Retrait     |
|                          | Nicolas Desfachelle,     | RE diss.                 | DVC                      | 8 303        | 13,93        |             |             |
|                          | Mabrouka Dhifallah       | LR (UDC)                 | LR                       | 2 180        | 3,66         |             |             |
|                          | Bruno Ladsous            | MEI (RAS)                | ECO                      | 946          | 1,59         |             |             |
|                          | Nathalie Leblanc         | REC                      | REC                      | 697          | 1,17         |             |             |
|                          | Béatrice Bouffart        | LO                       | EXG                      | 409          | 0,69         |             |             |
|                          |                          |                          |                          |              |              |             |             |
| Suffrages exprimés       | Suffrages exprimés       | Suffrages exprimés       | Suffrages exprimés       | 59 603       | 97,60        | 56 670      | 94,96       |
| Votes blancs             | Votes blancs             | Votes blancs             | Votes blancs             | 981          | 1,61         | 1 960       | 3,28        |
| Votes nuls               | Votes nuls               | Votes nuls               | Votes nuls               | 484          | 0,79         | 1 045       | 1,75        |
| Total                    | Total                    | Total                    | Total                    | 61 068       | 100          | 59 675      | 100         |
| Abstention               | Abstention               | Abstention               | Abstention               | 27 528       | 31,07        | 28 931      | 32,65       |
| Inscrits / participation | Inscrits / participation | Inscrits / participation | Inscrits / participation | 88 596       | 68,93        | 88 606      | 67,35       |

#### Troisième circonscription
- Député sortant : Jean-Marc Tellier (Parti communiste français)

|                          | Bruno Clavet             | RN                       | RN                       | 25 200 | 52,40 |  |  |
|                          | Jean-Marc Tellier        | PCF (NFP)                | UG                       | 15 530 | 32,29 |  |  |
|                          | François Queste          | RE (ENS)                 | ENS                      | 4 427  | 9,21  |  |  |
|                          | Jacques Duquesne         | UDI (UDC)                | UDI                      | 1 586  | 3,30  |  |  |
|                          | Michel Darras            | LO                       | EXG                      | 800    | 1,66  |  |  |
|                          | Michèle Lejeune          | REC                      | REC                      | 546    | 1,14  |  |  |
|                          |                          |                          |                          |        |       |  |  |
| Suffrages exprimés       | Suffrages exprimés       | Suffrages exprimés       | Suffrages exprimés       | 48 089 | 97,46 |  |  |
| Votes blancs             | Votes blancs             | Votes blancs             | Votes blancs             | 824    | 1,67  |  |  |
| Votes nuls               | Votes nuls               | Votes nuls               | Votes nuls               | 427    | 0,87  |  |  |
| Total                    | Total                    | Total                    | Total                    | 49 340 | 100   |  |  |
| Abstention               | Abstention               | Abstention               | Abstention               | 33 701 | 40,58 |  |  |
| Inscrits / participation | Inscrits / participation | Inscrits / participation | Inscrits / participation | 83 041 | 59,42 |  |  |

#### Quatrième circonscription
- Député sortant : Philippe Fait (Horizons)

| Candidat                 | Candidat                 | Parti et coalition       | Nuances                  | Premier tour | Premier tour | Second tour | Second tour |
| Candidat                 | Candidat                 | Parti et coalition       | Nuances                  | Voix         | %            | Voix        | %           |
| ------------------------ | ------------------------ | ------------------------ | ------------------------ | ------------ | ------------ | ----------- | ----------- |
|                          | Benoît Dolle             | LAF (RN)                 | RN                       | 25 286       | 42,34        | 29 228      | 49,15       |
|                          | Philippe Fait            | HOR (ENS)                | ENS                      | 18 309       | 30,66        | 30 237      | 50,85       |
|                          | Blandine Drain           | PS (NFP)                 | UG                       | 8 794        | 14,73        |             |             |
|                          | Clémence Lambert         | LR (UDC)                 | LR                       | 5 501        | 9,21         |             |             |
|                          | Jérémy Durand            | SE                       | DVC                      | 935          | 1,57         |             |             |
|                          | Fanny Judek              | REC                      | REC                      | 445          | 0,75         |             |             |
|                          | Dominique Héricourt      | LO                       | EXG                      | 442          | 0,74         |             |             |
|                          | Jean-Marc Sergent        | SE                       | DIV                      | 6            | 0,01         |             |             |
|                          |                          |                          |                          |              |              |             |             |
| Suffrages exprimés       | Suffrages exprimés       | Suffrages exprimés       | Suffrages exprimés       | 59 718       | 97,41        | 59 465      | 95,81       |
| Votes blancs             | Votes blancs             | Votes blancs             | Votes blancs             | 1 089        | 1,78         | 1 717       | 2,77        |
| Votes nuls               | Votes nuls               | Votes nuls               | Votes nuls               | 501          | 0,82         | 881         | 1,42        |
| Total                    | Total                    | Total                    | Total                    | 61 308       | 100          | 62 063      | 100         |
| Abstention               | Abstention               | Abstention               | Abstention               | 28 655       | 31,85        | 27 896      | 31,01       |
| Inscrits / participation | Inscrits / participation | Inscrits / participation | Inscrits / participation | 89 963       | 68,15        | 89 959      | 68,99       |

#### Cinquième circonscription
- Député sortant : Jean-Pierre Pont (Renaissance)

| Candidat                 | Candidat                 | Parti et coalition       | Nuances                  | Premier tour | Premier tour | Second tour | Second tour |
| Candidat                 | Candidat                 | Parti et coalition       | Nuances                  | Voix         | %            | Voix        | %           |
| ------------------------ | ------------------------ | ------------------------ | ------------------------ | ------------ | ------------ | ----------- | ----------- |
|                          | Antoine Golliot          | RN                       | RN                       | 23 974       | 43,15        | 27 176      | 50,45       |
|                          | Olivier Barbarin         | PS (NFP)                 | UG                       | 16 095       | 28,97        | 26 687      | 49,55       |
|                          | Jean-Pierre Pont         | RE (ENS)                 | ENS                      | 11 601       | 20,88        | Retrait     | Retrait     |
|                          | Jean-Luc Viudes          | LR (UDC)                 | LR                       | 2 596        | 4,67         |             |             |
|                          | Pierre Langlet           | LO                       | EXG                      | 1 298        | 2,34         |             |             |
|                          |                          |                          |                          |              |              |             |             |
| Suffrages exprimés       | Suffrages exprimés       | Suffrages exprimés       | Suffrages exprimés       | 55 564       | 97,85        | 53 863      | 94,49       |
| Votes blancs             | Votes blancs             | Votes blancs             | Votes blancs             | 869          | 1,53         | 2 306       | 4,05        |
| Votes nuls               | Votes nuls               | Votes nuls               | Votes nuls               | 351          | 0,62         | 835         | 1,46        |
| Total                    | Total                    | Total                    | Total                    | 56 784       | 100          | 57 004      | 100         |
| Abstention               | Abstention               | Abstention               | Abstention               | 34 122       | 37,54        | 33 918      | 37,30       |
| Inscrits / participation | Inscrits / participation | Inscrits / participation | Inscrits / participation | 90 906       | 62,46        | 90 922      | 62,70       |

#### Sixième circonscription
- Député sortant : Christine Engrand (Rassemblement national)

|                          | Christine Engrand        | RN                       | RN                       | 32 553 | 50,70 |  |  |
|                          | Brigitte Bourguignon     | RE - TdP (ENS)           | ENS                      | 17 052 | 26,56 |  |  |
|                          | Aurore Pageaud           | PS (NFP)                 | UG                       | 9 065  | 14,12 |  |  |
|                          | Éric Houdayer            | LR (UDC)                 | LR                       | 4 495  | 7,00  |  |  |
|                          | Laure Bourel             | LO                       | EXG                      | 703    | 1,09  |  |  |
|                          | Giovanni Frattini        | SE                       | DIV                      | 335    | 0,52  |  |  |
|                          |                          |                          |                          |        |       |  |  |
| Suffrages exprimés       | Suffrages exprimés       | Suffrages exprimés       | Suffrages exprimés       | 64 203 | 97,26 |  |  |
| Votes blancs             | Votes blancs             | Votes blancs             | Votes blancs             | 1 163  | 1,76  |  |  |
| Votes nuls               | Votes nuls               | Votes nuls               | Votes nuls               | 648    | 0,98  |  |  |
| Total                    | Total                    | Total                    | Total                    | 66 014 | 100   |  |  |
| Abstention               | Abstention               | Abstention               | Abstention               | 28 629 | 30,25 |  |  |
| Inscrits / participation | Inscrits / participation | Inscrits / participation | Inscrits / participation | 94 643 | 69,75 |  |  |

#### Septième circonscription
- Député sortant : Pierre-Henri Dumont (Les Républicains)

| Candidat                 | Candidat                 | Parti et coalition       | Nuances                  | Premier tour | Premier tour | Second tour | Second tour |
| Candidat                 | Candidat                 | Parti et coalition       | Nuances                  | Voix         | %            | Voix        | %           |
| ------------------------ | ------------------------ | ------------------------ | ------------------------ | ------------ | ------------ | ----------- | ----------- |
|                          | Marc de Fleurian         | RN                       | RN                       | 26 995       | 47,86        | 29 282      | 51,86       |
|                          | Pierre-Henri Dumont      | LR (UDC)                 | LR                       | 19 036       | 33,75        | 27 177      | 48,14       |
|                          | Jean-Pierre Moussally    | LÉ (NFP)                 | UG                       | 9 184        | 16,28        |             |             |
|                          | Olivier Carraud          | LO                       | EXG                      | 701          | 1,24         |             |             |
|                          | Jérôme Judek             | REC                      | REC                      | 492          | 0,87         |             |             |
|                          |                          |                          |                          |              |              |             |             |
| Suffrages exprimés       | Suffrages exprimés       | Suffrages exprimés       | Suffrages exprimés       | 56 408       | 97,91        | 56 459      | 96,98       |
| Votes blancs             | Votes blancs             | Votes blancs             | Votes blancs             | 779          | 1,35         | 1 112       | 1,91        |
| Votes nuls               | Votes nuls               | Votes nuls               | Votes nuls               | 423          | 0,73         | 649         | 1,11        |
| Total                    | Total                    | Total                    | Total                    | 57 610       | 100          | 58 220      | 100         |
| Abstention               | Abstention               | Abstention               | Abstention               | 37 049       | 39,14        | 36 462      | 38,51       |
| Inscrits / participation | Inscrits / participation | Inscrits / participation | Inscrits / participation | 94 659       | 60,86        | 94 682      | 61,49       |

#### Huitième circonscription
- Député sortant : Bertrand Petit (Parti socialiste)

| Candidat                 | Candidat                 | Parti et coalition       | Nuances                  | Premier tour | Premier tour | Second tour | Second tour |
| Candidat                 | Candidat                 | Parti et coalition       | Nuances                  | Voix         | %            | Voix        | %           |
| ------------------------ | ------------------------ | ------------------------ | ------------------------ | ------------ | ------------ | ----------- | ----------- |
|                          | Auguste Évrard           | RN                       | RN                       | 27 164       | 46,45        | 29 775      | 52,27       |
|                          | Bertrand Petit,          | PS (NFP)                 | UG                       | 18 697       | 31,97        | 27 186      | 47,73       |
|                          | Benoît Potterie          | HOR (ENS)                | ENS                      | 9 824        | 16,80        |             |             |
|                          | Hervé Ruffin             | LO                       | EXG                      | 1 199        | 2,05         |             |             |
|                          | Alain Atassi             | SE                       | DIV                      | 984          | 1,68         |             |             |
|                          | Jérémie Weber            | REC                      | REC                      | 617          | 1,05         |             |             |
|                          |                          |                          |                          |              |              |             |             |
| Suffrages exprimés       | Suffrages exprimés       | Suffrages exprimés       | Suffrages exprimés       | 58 485       | 97,40        | 56 961      | 95,34       |
| Votes blancs             | Votes blancs             | Votes blancs             | Votes blancs             | 934          | 1,56         | 1 772       | 2,97        |
| Votes nuls               | Votes nuls               | Votes nuls               | Votes nuls               | 627          | 1,04         | 1 013       | 1,70        |
| Total                    | Total                    | Total                    | Total                    | 60 046       | 100          | 59 746      | 100         |
| Abstention               | Abstention               | Abstention               | Abstention               | 32 342       | 35,01        | 32 646      | 35,33       |
| Inscrits / participation | Inscrits / participation | Inscrits / participation | Inscrits / participation | 92 388       | 64,99        | 92 392      | 64,67       |

#### Neuvième circonscription
- Députée sortante : Caroline Parmentier (Rassemblement national)

| Candidat                 | Candidat                 | Parti et coalition       | Nuances                  | Premier tour | Premier tour | Second tour | Second tour |
| Candidat                 | Candidat                 | Parti et coalition       | Nuances                  | Voix         | %            | Voix        | %           |
| ------------------------ | ------------------------ | ------------------------ | ------------------------ | ------------ | ------------ | ----------- | ----------- |
|                          | Caroline Parmentier      | RN                       | RN                       | 25 674       | 48,85        | 27 318      | 54,64       |
|                          | Hadrien Coisne           | MoDem (ENS)              | ENS                      | 10 394       | 19,78        | 22 674      | 45,36       |
|                          | Estelle Harremoes        | PS (NFP)                 | UG                       | 8 881        | 16,90        |             |             |
|                          | Hakim Elazouzi           | UDI (UDC)                | UDI                      | 6 985        | 13,29        |             |             |
|                          | Anne-Marie Deflandre     | LO                       | EXG                      | 624          | 1,19         |             |             |
|                          | Julien Guaquier          | SE                       | DVD                      | 0            | 0,00         |             |             |
|                          |                          |                          |                          |              |              |             |             |
| Suffrages exprimés       | Suffrages exprimés       | Suffrages exprimés       | Suffrages exprimés       | 52 558       | 97,18        | 49 992      | 94,87       |
| Votes blancs             | Votes blancs             | Votes blancs             | Votes blancs             | 1 009        | 1,87         | 1 764       | 3,35        |
| Votes nuls               | Votes nuls               | Votes nuls               | Votes nuls               | 514          | 0,95         | 938         | 1,78        |
| Total                    | Total                    | Total                    | Total                    | 54 081       | 100          | 52 694      | 100         |
| Abstention               | Abstention               | Abstention               | Abstention               | 26 681       | 33,04        | 28 079      | 34,76       |
| Inscrits / participation | Inscrits / participation | Inscrits / participation | Inscrits / participation | 80 762       | 66,96        | 80 773      | 65,24       |

#### Dixième circonscription
- Député sortant : Thierry Frappé (Rassemblement national)

|                          | Thierry Frappé           | RN                       | RN                       | 32 530 | 60,61 |  |  |
|                          | Emmanuelle Leveugle      | PS (NFP)                 | UG                       | 10 085 | 18,79 |  |  |
|                          | Thomas Buttin            | LR (UDC)                 | LR                       | 5 635  | 10,50 |  |  |
|                          | Léo Luniewski            | RE (ENS)                 | ENS                      | 4 571  | 8,52  |  |  |
|                          | Éric Robaszkiewicz       | LO                       | EXG                      | 851    | 1,59  |  |  |
|                          |                          |                          |                          |        |       |  |  |
| Suffrages exprimés       | Suffrages exprimés       | Suffrages exprimés       | Suffrages exprimés       | 53 672 | 96,92 |  |  |
| Votes blancs             | Votes blancs             | Votes blancs             | Votes blancs             | 1 136  | 2,05  |  |  |
| Votes nuls               | Votes nuls               | Votes nuls               | Votes nuls               | 569    | 1,03  |  |  |
| Total                    | Total                    | Total                    | Total                    | 55 377 | 100   |  |  |
| Abstention               | Abstention               | Abstention               | Abstention               | 33 718 | 37,84 |  |  |
| Inscrits / participation | Inscrits / participation | Inscrits / participation | Inscrits / participation | 89 095 | 62,16 |  |  |

#### Onzième circonscription
- Députée sortante : Marine Le Pen (Rassemblement national)

|                          | Marine Le Pen            | RN                       | RN                       | 32 681 | 58,04 |  |  |
|                          | Samira Laal              | PS (NFP)                 | UG                       | 14 666 | 26,05 |  |  |
|                          | Dorian Lamy              | UDI (ENS)                | ENS                      | 4 269  | 7,58  |  |  |
|                          | Michel Lanoy             | LR (UDC)                 | LR                       | 2 676  | 4,75  |  |  |
|                          | Geoffrey Fournier        | REC                      | REC                      | 813    | 1,44  |  |  |
|                          | Dominique Gai            | LO                       | EXG                      | 786    | 1,40  |  |  |
|                          | Gautier Weinmann         | RS                       | DVG                      | 417    | 0,74  |  |  |
|                          |                          |                          |                          |        |       |  |  |
| Suffrages exprimés       | Suffrages exprimés       | Suffrages exprimés       | Suffrages exprimés       | 56 308 | 96,86 |  |  |
| Votes blancs             | Votes blancs             | Votes blancs             | Votes blancs             | 1 225  | 2,11  |  |  |
| Votes nuls               | Votes nuls               | Votes nuls               | Votes nuls               | 601    | 1,03  |  |  |
| Total                    | Total                    | Total                    | Total                    | 58 134 | 100   |  |  |
| Abstention               | Abstention               | Abstention               | Abstention               | 36 032 | 38,26 |  |  |
| Inscrits / participation | Inscrits / participation | Inscrits / participation | Inscrits / participation | 94 166 | 61,74 |  |  |

#### Douzième circonscription
- Député sortant : Bruno Bilde (Rassemblement national)

|                          | Bruno Bilde              | RN                       | RN                       | 33 944 | 59,24 |  |  |
|                          | Alain Bavay              | PS (NFP)                 | UG                       | 12 059 | 21,04 |  |  |
|                          | Steve Bossart            | SE (ENS)                 | DVC                      | 10 178 | 17,76 |  |  |
|                          | Régis Scheenaerts        | LO                       | EXG                      | 1 121  | 1,96  |  |  |
|                          |                          |                          |                          |        |       |  |  |
| Suffrages exprimés       | Suffrages exprimés       | Suffrages exprimés       | Suffrages exprimés       | 57 302 | 96,40 |  |  |
| Votes blancs             | Votes blancs             | Votes blancs             | Votes blancs             | 1 476  | 2,48  |  |  |
| Votes nuls               | Votes nuls               | Votes nuls               | Votes nuls               | 661    | 1,11  |  |  |
| Total                    | Total                    | Total                    | Total                    | 59 439 | 100   |  |  |
| Abstention               | Abstention               | Abstention               | Abstention               | 37 350 | 38,59 |  |  |
| Inscrits / participation | Inscrits / participation | Inscrits / participation | Inscrits / participation | 96 789 | 61,41 |  |  |